# Battaglia di Tatishchevo
La battaglia di Tatishchevo (2 aprile 1774) fu combattuta, nell'ambito della rivolta di Pugacëv, fra l'esercito imperiale russo ed i ribelli guidati da Emel'jan Ivanovic Pugacëv. Lo scontro avvenne presso la fortezza di Tatishchevo.

## Antefatto
L'8 ottobre 1773, dopo lo scoppio della rivolta di Pugacëv, il capo della rivolta coi suoi cosacchi presero d'assalto la fortezza di Tatishchevo, non è lontano da Orenburg. Gli ufficiali di guarnigione guidati dal generale di brigata von Bilov e dal colonnello Elagin o morirono in battaglia o furono fucilati dai cosacchi dopo la battaglia, mentre i soldati che scelsero di arrendersi furono arruolati dopo aver giurato fedeltà "allo zar Pyotr Fedorovich" e vennero trasferiti nel corpo dei cosacchi. Per sei mesi, la fortezza fu nelle mani dei ribelli.
Nella seconda metà del febbraio 1774, per ordine del nuovo comandante delle forze governative volte a reprimere la rivolta, il generale A. I. Bibikov, vennero inviati due corpi d'armata presso la fortezza di Orenburg che si trovava sotto assedio; il corpo d'armata del generale P. D. Mansurov si diresse alla fortezza di Buzuluk e quello del generale P. M. Golitsyn si portò a Bugulma col distacco del corpo del generale Freiman che avanzò verso Orenburg da Buguruslan.
Pugacëv, che si trovava nella città di Yaitsky ed era impegnato in un assedio della fortezza locale, ricevette un messaggio che indicava l'avvicinamento delle forze governative e mandò quindi due dei suoi generali, Ovchinnikov a Sorochinskaya, con 500 cosacchi a fronteggiare il nemico che avanzava. Successivamente anche Pugacëv giunse con 1000 uomini e 10 cannoni supplementari.
Dopo un'iniziale sconfitta, Pugacëv e Ovchinnikov decisero di trasferirsi all'interno della fortezza di Tatishchevo che si trovava tra Orenburg e la città di Yaitsky. Pugacëv portò con sé altri 5000 uomini e 20 cannoni dall'accampamento di Berdinsky. Il numero totale di ribelli riuniti a Tatishcheva, secondo il generale Golitsyn, era di circa 9000 - di cui circa 3000 cosacchi, 2300 Bashkir, Kalmyks e tatari, 1800 contadini e circa 2000 "fanti" - che si schierarono con i soldati ribelli e i contadini circostanti. L'artiglieria della fortezza era composta da 36 cannoni.
I ribelli iniziarono a rafforzare la fortezza e Pugacëv supervisionò personalmente la disposizione dell'artiglieria, misurando la distanza d'impatto col nemico, istruendo personalmente la milizia che se ne sarebbe dovuta occupare. Secondo l'idea di Pugacëv e Ovchinnikov, le truppe governative avrebbero dovuto improvvisamente trovarsi attaccate dalla fortezza e quindi stabilì che vi fosse il più assoluto silenzio in città e che le persone si nascondessero ove possibile in modo che nessuno potesse essere visto sino a quando non avesse tuonato il cannone.

## La battaglia
Il 2 aprile, il corpo d'armata combinato dei generali Golitsyn e Mansurov si avvicinò alle mura della fortezza (7000 unità con 25 cannoni). Un distaccamento dei cosacchi di Chuguev, che scoprì numerosi ribelli nella fortezza, fu inviato per la ricognizione. Il tentativo di catturare i nemici scoperti fallì, ma nel contempo ruppe l'effetto sorpresa progettato accuratamente da Pugacëv. La battaglia iniziò quindi con un duello d'artiglieria che perdurò per circa quattro ore senza successi significativi da ambo le parti.
Golitsyn a questo punto lanciò un assalto ed in risposta pugacëviti tentarono una sortita, rompendo i ranghi degli attaccanti. I ribelli hanno tentarono di utilizzare anche la psicologia contro il nemico. Alcuni soldati gridavano agli avversari: "Fratello soldato, cosa stai facendo? Combatterai e ucciderai un tuo fratello cristiano che sta solo difendendo il vero sovrano Pietro III, che è qui nella fortezza!”.
I generali Golitsyn, Mansurov e Freiman furono costretti a condurre personalmente i soldati all'attacco nel dubbio generale. La battaglia proseguì per diverse ore. Il generale Freiman impugnò personalmente lo stendardo del 2º Reggimento granatieri e si lanciò in un attacco decisivo. Anche il generale Golitsyn entrò nelle file degli attaccanti "con la spada snudata". Alla fine, la vittoria cominciò a protendersi verso le truppe governative, ed i cosacchi e gli ussari sotto il comando di Mansurov vennero inviati a tagliare la via di ritirata dei ribelli in direzione delle città di Iletsk e Orenburg. In questo momento, Ovchinnikov persuase Pugacëv a fuggire il più lontano possibile. Le truppe zariste inseguirono i ribelli per 11 miglia prima di tornare alla fortezza ormai salvata.
Le perdite dei ribelli ammontarono a 1315 morti nella fortezza e 1180 durante la ritirata, tra cui l'atamano Arapov. I prigionieri ammontarono a 4000 (290 cosacchi e più di 3000 armi diverse), di cui un gran numero erano feriti, oltre a tutta l'artiglieria ed al convoglio dei rifornimenti che erano rimasti nella fortezza; le truppe governative persero in tutto 141 uomini ed ebbero 516 feriti.

## Conseguenze
La sconfitta dei ribelli a Tatishchevo portò all'immediata sospensione dell'assedio da Orenburg e alla successiva ritirata dei ribelli. Caterina II promosse Bibikov al grado di tenente colonnello delle guardie del reggimento Izmailovsky, i generali Mansurov e Freiman ricevettero l'Ordine di Sant'Anna, al generale Golitsyn fu concessa la proprietà nella provincia di Mogilev. I due ufficiali che consegnarono all'imperatrice un rapporto sulla vittoria vennero promossi al rango successivo ed a tutti gli altri partecipanti alla battaglia, inclusi i soldati, fu concesso un "terzo stipendio".